# Helen Hellwig
Helen Rebecca Hellwig Pouch (Brooklyn, março de 1874 - 26 de novembro de 1960) foi uma tenista estadunidense. 